# Fenylhydroxylamin
Fenylhydroxylamin, také nazývaný N-hydroxyanilin, je organická sloučenina patřící mezi aromatické aminy. Je přechodnou sloučeninou mezi anilinem a nitrosobenzenem.

## Příprava
Fenylhydroxylamin je možné připravit redukcí nitrobenzenu zinkem za přítomnosti chloridu amonného.
Dalším způsobem je hydrogenace nitrobenzenu za přítomnosti hydrazinu jako zdroje vodíku a katalýzy rhodiem.

## Reakce
Fenylhydroxylamin se rozkládá při zahřívání a za přítomnosti silných kyselin u něj probíhá Bambergerův přesmyk na 4-aminofenol. Oxidací fenylhydroxylaminu dichromany se tvoří nitrosobenzen.
Tato látka reaguje s benzaldehydem na difenylnitron, který má 1,3-dipolární molekulu.
C6H5NHOH + C6H5CHO → C6H5N(O)=CHC6H5 + H2O

Kupferron (N-nitroso-N-fenylhydroxylamin), činidlo používané v kvalitativní anorganickou analýzu, se připravuje z fenylhydroxylaminu.

Fenylhydroxylamin reaguje se zdroji nitrosoniového kationtu za vzniku kupferronu.
C6H5NHOH + C4H9ONO + NH3 → NH4[C6H5N(O)NO] + C4H9OH